# Spongiola
Spongiola là một chi thực vật có hoa trong họ Lan.